# 拉斯皮里亞斯區
5°37′36″S 78°51′09″W / 5.6267°S 78.8526°W
拉斯皮里亞斯區（西班牙語：Distrito de Las Pirias），是秘魯的一個區，位於該國北部卡哈馬卡大區的哈恩省，始建於1985年1月4日，面積60.4平方公里，海拔高度1,625米，2005年人口3,899，人口密度每平方公里65人。